# Fort Kent
Fort Kent è un comune statunitense nel Maine di circa quattromila abitanti. Si trova nella contea di Aroostook.

## Sport
Stazione sciistica specializzata nello sci nordico, ha ospitato due tappe della Coppa del Mondo di biathlon e varie gare minori di sci di fondo.
Inoltre Fort Kent è la "stazione" terminale del percorso in canoa della foresta di nord-est, che inizia a Old Forge, nello stato di New York e dopo 740 miglia qui termina.